# Championnat du Maroc de basket-ball 2013-2014
La saison 2013-2014 du Championnat du Maroc
À l'issue de la saison régulière, les quatre premières équipes au classement de chaque groupe sont qualifiées pour les playoffs. Le vainqueur de ces playoffs est désigné « Champion du Maroc ».
Les équipes classées 7 et 8 à l'issue de la saison régulière sont reléguées en nationale 2.

## Les clubs de l'édition 2013-2014
Pole Sud
- AS Salé
- Amal Essaouira
- FUS de Rabat
- Wydad de Casablanca
- FAR de Rabat
- Sport Plazza Casablanca
- Cercle Casablanca
- Nahda Tan-Tan

Pole Nord
- KAC de Kénitra
- Maghreb de Fès
- Ittihad Tanger
- Renaissance de Berkane
- Chabab Rif Hoceima
- Mouloudia d'Oujda
- CODM de Meknès
- Renaissance de Tanger

## Saison régulière
Pole Nord
|     | Club                  | Points | J  | V  | D  | Diff. |
| --- | --------------------- | ------ | -- | -- | -- | ----- |
| 1er | Chabab Rif Hoceima    | 26     | 14 | 12 | 2  | +190  |
| 2e  | Renaissance de Tanger | 25     | 14 | 11 | 3  | +93   |
| 3e  | Maghreb de Fès        | 24     | 14 | 11 | 3  | +113  |
| 4e  | Renaissance Berkane   | 20     | 14 | 06 | 8  | -59   |
| 5e  | Mouloudia d'Oujda     | 20     | 14 | 6  | 8  | +39   |
| 6e  | KAC de Kénitra        | 19     | 14 | 5  | 9  | -15   |
| 7e  | CODM de Meknès        | 17     | 14 | 3  | 11 | -99   |
| 8e  | Ittihad Tanger        | 15     | 14 | 2  | 12 | -261  |

Pole Sud
|     | Club                    | Points | J  | V  | D  | Diff. |
| --- | ----------------------- | ------ | -- | -- | -- | ----- |
| 1er | AS Salé                 | 27     | 14 | 13 | 1  | +375  |
| 2e  | Amal Essaouira          | 25     | 14 | 11 | 3  | +180  |
| 3e  | Wydad de Casablanca     | 24     | 14 | 10 | 4  | +158  |
| 4e  | FUS de Rabat            | 22     | 14 | 8  | 6  | +147  |
| 5e  | Nahda Tan-Tan           | 20     | 14 | 6  | 8  | -4    |
| 6e  | FAR de Rabat            | 20     | 14 | 6  | 8  | -5    |
| 7e  | Cercle Casablanca       | 15     | 14 | 1  | 13 | -328  |
| 8e  | Sport Plazza Casablanca | 14     | 14 | 1  | 13 | -523  |

## Play-offs

### Quarts de finale: Aller
| Club Domicile       | Club Extérieur         | Résultat |
| ------------------- | ---------------------- | -------- |
| AS Salé             | Renaissance de Berkane | 89 - 57  |
| Maghreb de Fès      | Amal Essaouira         | 73 - 59  |
| FUS de Rabat        | Chabab Rif Hoceima     | 70 - 68  |
| Wydad de Casablanca | Renaissance de Tanger  | 71 - 54  |

### Quarts de finale: Retour
| Club Domicile          | Club Extérieur      | Résultat |
| ---------------------- | ------------------- | -------- |
| Renaissance de Berkane | AS Salé             | 55 - 105 |
| Amal Essaouira         | Maghreb de Fès      | 68 - 52  |
| Chabab Rif Hoceima     | FUS de Rabat        | suspendu |
| Renaissance de Tanger  | Wydad de Casablanca | 59 - 69  |

### Demi-finale
| Club Domicile  | Club Extérieur        | Résultat |
| -------------- | --------------------- | -------- |
| Amal Essaouira | Chabab Rif Hoceima    | 63 - 60  |
| AS Salé        | Renaissance de Tanger | 105 - 66 |

### Finale
| Club Domicile | Club Extérieur | Résultat |
| ------------- | -------------- | -------- |
| AS Salé       | Amal Essaouira | 97 - 75  |